# Linwood Leon Clark
Linwood Leon Clark (ur. 21 marca 1876, zm. 18 listopada 1965 w Annapolis, Maryland) – amerykański polityk związany z Partią Republikańską. W latach 1929–1931 przez jedną kadencję Kongresu Stanów Zjednoczonych był przedstawicielem drugiego okręgu wyborczego w stanie Maryland w Izbie Reprezentantów Stanów Zjednoczonych.